# Valentino Rossi
Valentino Rossi (* 16. února 1979 Urbino) je bývalý italský profesionální motocyklový závodník a devítinásobný mistr světa, z toho 7× zvítězil v tzv. královské kubatuře třídy MotoGP, 1× v kubatuře 125 cm³ a 1× v kubatuře 250 cm³ v Mistrovství světa silničních motocyklů. Obecně je považován za jednoho z nejlepších motocyklových jezdců všech dob.
V roce 2006 mu jen těsně unikl osmý titul mistra světa a v sezóně 2007 se před něj dostal Casey Stoner až v roce 2008 opět titul získal. Podle amerického sportovního týdeníku Sports Illustrated je sedmým nejvýdělečnějším sportovcem světa a druhým, který žije mimo Spojené státy americké. Odhaduje se, že jeho roční příjmy dosahují 30 milionů dolarů.
V mládí šel ve stopách svého otce, Graziana Rossiho. V mistrovství světa začal za tým Aprilia závodit v roce 1996 ve třídě do 125 cm³ a hned následující rok zvítězil a stal se mistrem světa. V následujícím roce už za Aprilii startoval ve třídě do 250 cm³ a v roce 1999 zvítězil i v této třídě. V roce 2001 vyhrál třídu do 500 cm³, v té době za tým Honda. V sérii úspěchů pokračoval i v královské třídě MotoGP (bývalá třída do 500 cm³) i v letech 2002 a 2003. V týmu Yamaha získal titul mistra světa i v letech 2004 a 2005. Šestý titul v řadě mu v roce 2006 těsně unikl a musel se spokojit s celkovým druhým místem za Nicky Haydenem. V sezóně 2007 obsadil třetí místo, poslední závod této sezóny kvůli zlomenině ruky nedokončil. Druhé místo obsadil Dani Pedrosa a mistrem světa se stal Casey Stoner. Sezónu 2008 odstartoval vítězstvím v GP Číny svou úspěšnou sezonu s jeho rivalem Casey Stonerem. Rossi v této sezoně překonal hranici 90 vítězství čímž překonal Angela Nieta. V závodě v japonském Motegi si zajistil titul mistra světa pro rok 2008. V následující sezoně vyhrál 6 závodů a v Sepangu si zajistil svůj devátý titul mistra světa. V tomto roce také získal v nizozemském Assenu své sté vítězství a stal se tak druhým jezdcem v historii, který překonal hranici sta vítězství. Sezóna 2010 pro něho nebyla úspěšná, protože si poranil šlachy v rameni během tréninku na motocrossové motorce. Sice vyhrál úvodní závod v Kataru, ale již při tréninku ve čtvrté GP Itálie v Mugellu si po pádu přivodil otevřenou zlomeninu holenní kosti na pravé noze. Kvůli tomuto zranění poprvé vynechal závod v Grand Prix. Vrátil se až po čtyřech závodech a to na GP Německa. Zranění ramene a nepříliš dobré výsledky znamenaly vzestup jeho týmového kolegy Jorge Lorenza. Ten se také měl stát týmovou jedničkou a odsunul Valentina Rossiho na druhou pozici. Proto se Rossi rozhodl o ukončení spolupráce s Yamahou a podepsal kontrakt na dva roky s továrnou Ducati. Již při testu ve Valencii nebyl však s motorkou spokojený, čímž začaly technické problémy s motocyklem Ducati.

## Číslo 46
Rossi od začátku kariéry nosí startovní číslo 46. Zvolil si jej, protože s ním závodil jeho otec Graziano. Ten působil v MS v letech 1977–1982 a vyhrál celkem čtyři závody v kubatuře do 250 cm³.

## Dětství
Narodil se ve městě Urbino ve střední části Itálie nazývané Marche, vyrůstal ve městě Tavullia. Jeho otec byl motocyklový závodník (v roce, kdy se Valentino narodil, skončil Graziano Rossi třetí ve světovém šampionátu - třída do 250 cm³) a tak Valentino již ve svých dvou letech jezdil s minibikem.
Jeho otec později koupil motokáru jako náhražku za minibike, protože jeho matka Stefania považovala minibiky za příliš nebezpečné. Motokáře časem zvýšil objem motoru z 60 na 100 cm³. Valentino se věnoval také hře na kytaru a fotbalu a tak si jeho matka přála, aby přešel na školu se zaměřením na fotbal, ale Valentino zůstal u motorismu.
Když mu bylo 9 let, pokusil se jeho otec pomocí zfalšovaných dokumentů získat pro něho juniorskou licenci na motokáry, legálně mohl tuto licenci získat až v deseti letech. V roce 1990 vyhrál oblastní šampionát. V té době začal jezdit na minimotorkách. Během roku 1991 na minimotorce zvítězil v šestnácti oblastních závodech. Zprvu byly minimotorky pro jen zábavou, závodil zejména na motokárách a na národním šampionátu v Parmě skončil pátý. Tato dráha by ho později nejspíše směrovala k Formuli 1. Ukázalo se však, že je to pro jeho rodinu finančně neúnosné.

## Od minimotorek k motocyklům
V roce 1993 začal jezdit na motocyklu Cagiva Mito (125 cm³), se kterým však hned v první zatáčce, ne víc než sto metrů od boxů, havaroval. Motocykl se nechal opravit, jenže další pokus skončil hned v druhé zatáčce. Následující závodní víkend však dojel devátý. I když jeho výkony v první sezóně italského šampionátu Sport Production byly nestabilní, neustále se zlepšoval a v posledním závodu sezóny na okruhu v Misanu už startoval z pole position a skončil na stupních vítězů. Další rok si na motorce Mito, kterou mu poskytl manažer týmu Cagiva Claudio Lusuardi dojel pro titul.

## Doba světových šampionátů
Mladého talentovaného jezdce si vyhlédl tým Aprília Sandroni, Valentino s Aprilií spolupracoval na vylepšeních pro model RS125R a následně za tento tým začal závodit ve třídě do 125cm³. Rossi za Aprílii startoval poprvé v roce 1994 na italském mistrovství (celkově získal šesté místo) a v jejích barvách nastoupil i v následujícím roce: na evropském šampionátu skončil třetí, šampionát Itálie v roce 1995 vyhrál.
V seriálu závodů Mistrovství světa silničních motocyklů v sezóně 1996 se mu nedařilo, několikrát havaroval a pět závodů nedokončil. V srpnu však v České republice na brněnském okruhu vyhrál na motocyklu AGV Aprília RS125R svou první Grand Prix. Celkově nakonec skončil devátý, především kvůli nevyrovnanosti svých výkonů. V následující sezóně si v kubatuře do 125 kubických centimetrů dojel pro titul mistra světa. Vyhrál jedenáct z patnácti závodů.
V sezoně 1998 ve třídě 250 cm³ ho provázely problémy a obtíže. Tento rok považoval za nejtěžší v celé své kariéře. Tlak na něho vyvíjela nejen Aprílie, která od něho očekávala dobré výsledky, ale také média. V celkovém pořadí se nakonec umístil na druhém místě, o pouhé tři body za Lorisem Capirossim. V roce 1999 získal titul mistra světa, kdy pětkrát stal na pole position a zvítězil v devíti Grand Prix.
V roce 2000 dostal nabídku od týmu Honda jezdit v nejvyšší třídě 500 cm³. Jeremy Burgess pro Rossiho vybral model NSR500. Byl přesvědčen, že bude-li tento motocykl řídit Valentino Rossi, nemůže to skončit ničím jiným než úspěchem. Během prvního roku u Hondy měl u týmu velmi dobré zázemí, jeho osobním poradcem byl bývalý několikanásobný světový šampión ve třídě 500 cm³ Mick Doohan. I s tím dříve Jeremy Burgess spolupracoval. Do této doby spadá také počátek rivality mezi Rossim a Maxem Biaggim, který tehdy v pětistovkách královal. Vzájemná rivalitu mezi nimi sledovala media, která zveřejnila každou zprávu, ať už byla informace potvrzená, nebo šlo o pouhou domněnku. Rossi po devěti velkých cenách s motocyklem zvítězil. V celkovém pořadí v této sezóně skončil druhý, zvítězil Kenny Roberts Jr a Max Biaggi skončil na třetím místě.
Světovému šampionátu v roce 2001 kraloval, zvítězil v 11 velkých cenách, včetně prvních tří a posledních čtyř. Touto sezónou však éra pětistovek skončila. Od roku 2002 se z ní stala královská třída MotoGP, ve které jezdci začali závodit na motocyklech o dvojnásobném objemu.
V roce 2001 zahájil spolupráci s americkým jezdcem Colinem Edwardsem. Na motocyklech Honda VTR1000SPW se zúčastnili vytrvalostního závodu Suzuka 8 Hours a navzdory tomu, že Rossi neměl se superbiky téměř žádné zkušenosti, v tomto závodě zvítězili.

## Moto Grand Prix, nyní: MGP

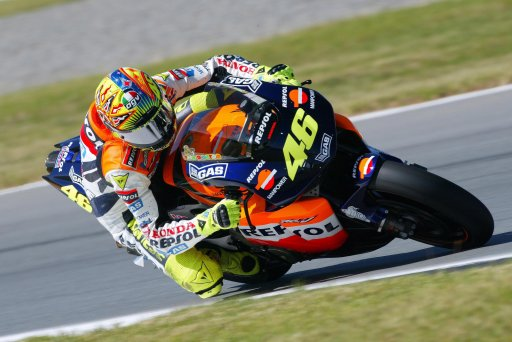
Rossi na motorce Honda RC211V

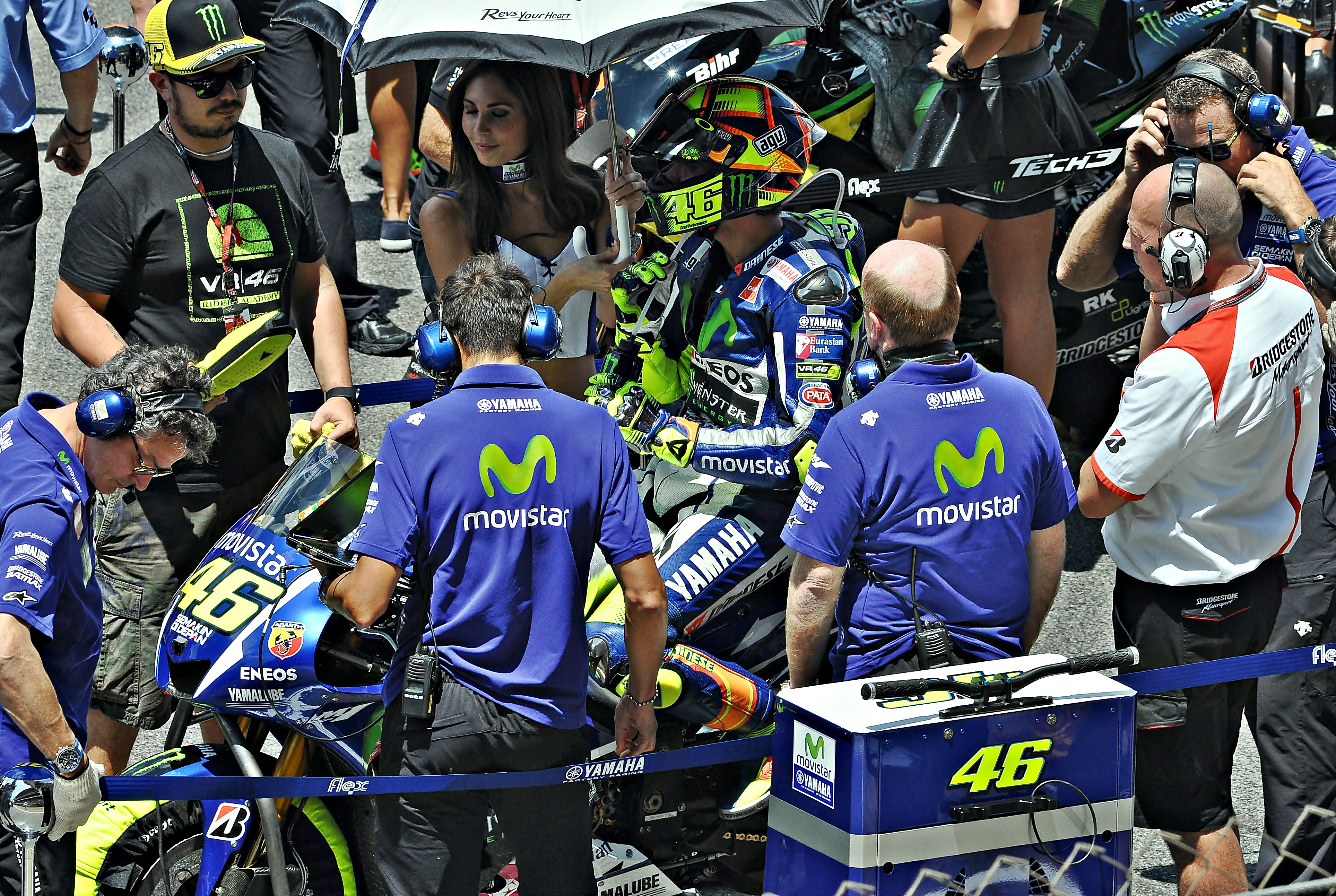
Valentino Rossi 2015

Třída pětistovek musela v sezóně 2002 ustoupit nově vzniklé třídě MotoGP. Dvoutaktní motory o objemu 500 cm³ byly nahrazeny čtyřtaktními s objemem 990 cm³, což týmům umožnilo vytvořit velice rychlé motocykly. Honda pro své jezdce připravila model RC211V. Tento motocykl byl vybaven pětiválcovým, vodou chlazeným motorem V5 a vynikal svou rychlosti.
Řada jezdců se v roce 2002 potýkala s problémy, bylo třeba zvyknout si na silnější motocykl a doladit a vybrousit detaily. Přesto Rossi zvítězil v osmi z prvních devíti závodů a celkově nakonec posbíral 11 vítězství.
I v roce 2003 získal 9 pole position a 9 vítězství a zajistil si tak zisk třetího titulu mistra světa v řadě za sebou. Jedním z nejvýraznějších momentů v kariéře Valentina Rossiho se stala Velká cena Austrálie 2003, a to vzhledem k jedinečnosti okolností, za kterých se Rossimu podařilo zvítězit. Jezdec týmu Ducati Troy Bayliss havaroval, Rossi však ignoroval žlutý praporek signalizující nebezpečí na trati a předjížděl, za což byl penalizován deseti sekundami. Rossi byl v tu chvíli v čele závodu, odpoutal se tedy od zbytku startovního pole, každým kolem zvyšoval svůj náskok a do cíle nakonec dojel o 15 sekund dřív než všichni ostatní, čímž svou penalizaci smazal a zvítězil.
V dubnu 2016 získal 113 vítězství, kterým se dostal na dosah deseti vítězství od rekordu 122 vítězství Giacoma Agostiniho, který byl považován za nepřekonatelný. Jeho 87. vítězství v královské kubatuře bylo také první za 17 let v této kubatuře, kdy Rossi vedl od startu do cíle.
Debut v GP: Velká Cena Malajsie v Shah Alamu, 31. března 1996
První vítězství: VC České republiky v Brně, 18. srpna 1996. Dne 5.8.2021 Rossi na tiskové konferenci ohlásil konec své úspěšné kariéry v MotoGP. (Ten nastal 14.11.2021, kdy legenda naposledy projela cílovou páskou.) Uvedl, že se tak stane po konci sezony 2021. Také uvedl, že se bude nadále věnovat automobilům.

## Největší úspěchy - devítinásobný mistr světa
- 1990 Debut na minibikách
- 1993 Debut v Mistrovství Itálie v poháru Cagiva (první vítězství)
- 1994 Cagiva Cup - 1. místo
- 1995 Mistrovství Evropy 125 cm³ - 3. místo (Aprilia), Mistrovství Itálie 125 cm³ - 1. místo
- Debut v GP: VC Malajsie v Shah Alamu, 31. března 1996
- První vítězství: VC České republiky v Brně, 18. srpna 1996
- 1996 Mistrovství světa silničních motocyklů 125 v týmu Scuderia AGV - 9. místo (111 bodů)
- 1997 Mistrovství světa silničních motocyklů 125 cm³ v týmu Nastro Azzurro - 1. místo (321 bodů)
- 1998 Mistrovství světa silničních motocyklů 250 cm³ v týmu Nastro Azzurro - 2. místo (201 bodů)
- 1999 Mistrovství světa silničních motocyklů 250 cm³ v týmu Aprilia GP Racing - 1. místo (309 bodů)
- 2000 Mistrovství světa silničních motocyklů 500 cm³ v týmu Nastro Azzurro - 2. místo (209 bodů)
- 2001 Mistrovství světa silničních motocyklů 500 cm³ v týmu Nastro Azzurro - 1. místo (325 bodů)
- 2002 Mistrovství světa silničních motocyklů MotoGP v týmu Repsol Honda - 1. místo (355 bodů)
- 2003 Mistrovství světa silničních motocyklů MotoGP v týmu Repsol Honda - 1. místo (357 bodů)
- 2004 Mistrovství světa silničních motocyklů MotoGP v týmu Gauloises Fortuna Yamaha - 1. místo (304 bodů)
- 2005 Mistrovství světa silničních motocyklů MotoGP v týmu Gauloises Fortuna Yamaha - 1. místo (367 bodů)
- 2006 Mistrovství světa silničních motocyklů MotoGP v týmu Camel Yamaha - 2. místo (247 bodů)
- 2007 Mistrovství světa silničních motocyklů MotoGP v týmu FIAT Yamaha - 3. místo (241 bodů)
- 2008 Mistrovství světa silničních motocyklů MotoGP v týmu FIAT Yamaha - 1. místo (373 bodů)
- 2009 Mistrovství světa silničních motocyklů MotoGP v týmu FIAT Yamaha - 1. místo (306 bodů)
- 2010 Mistrovství světa silničních motocyklů MotoGP v týmu FIAT Yamaha - 3. místo (233 bodů)
- 2011 Mistrovství světa silničních motocyklů MotoGP v týmu Ducati Team - 7. místo (139 bodů)
- 2012 Mistrovství světa silničních motocyklů MotoGP v týmu Ducati Team - 6. místo (163 bodů)
- 2013 Mistrovství světa silničních motocyklů MotoGP v týmu Yamaha Factory Racing - 4. místo (237 bodů)
- 2014 Mistrovství světa silničních motocyklů MotoGP v týmu Movistar Yamaha - 2. místo (295 bodů)
- 2015 Mistrovství světa silničních motocyklů MotoGP v týmu Movistar Yamaha - 2. místo (325 bodů)
- 2016 Mistrovství světa silničních motocyklů MotoGP v týmu Movistar Yamaha - 2. místo (249 bodů)
- 2017 Mistrovství světa silničních motocyklů MotoGP v týmu Movistar Yamaha - 5. místo (208 bodů)
- 2018 Mistrovství světa silničních motocyklů MotoGP v týmu Movistar Yamaha - 3. místo (198 bodů)
- 2019 Mistrovství světa silničních motocyklů MotoGP v týmu Monster Energy Yamaha - 7. místo (174 bodů)
- 2020 Mistrovství světa silničních motocyklů MotoGP v týmu Monster Energy Yamaha - 15. místo (66 bodů)
- 2021 Mistrovství světa silničních motocyklů MotoGP v týmu Petronas Yamaha SRT - 18. místo (44 bodů)
- 2022 Evropský šampionát vozů GT - vytrvalostní v týmu Monster VR46 Team WRT - 16. místo (30 bodů)
- 2022 Evropský šampionát vozů GT - sprintový v týmu Monster VR46 Team WRT - 16. místo (8. bodů)
- 2023 Evropský šampionát vozů GT - vytrvalostní v týmu Team WRT - 14. místo (13 bodů) [sezóna stále probíhá]
- 2023 Evropský šampionát vozů GT - sprintový v týmu Team WRT - 5. místo (12 bodů) [sezóna stále probíhá]

## Kompletní výsledky Valentina Rossiho
| Legenda k tabulce | Legenda k tabulce                                                                       |
| Barva             | Výsledek                                                                                |
| ----------------- | --------------------------------------------------------------------------------------- |
| Zlatá             | Vítěz                                                                                   |
| Stříbrná          | 2. místo                                                                                |
| Bronzová          | 3. místo                                                                                |
| Zelená            | Bodované umístění                                                                       |
| Modrá             | Nebodované umístění                                                                     |
| Modrá             | Dokončil neklasifikován (NC)                                                            |
| Fialová           | Odstoupil (Ret)                                                                         |
| Červená           | Nekvalifikoval se (DNQ)                                                                 |
| Červená           | Nepředkvalifikoval se (DNPQ)                                                            |
| Černá             | Diskvalifikován (DSQ)                                                                   |
| Bílá              | Nestartoval (DNS)                                                                       |
| Bílá              | Závod zrušen (C)                                                                        |
| Světle modrá      | Pouze trénoval (PO)                                                                     |
| Světle modrá      | Páteční testovací jezdec (TD)                                                           |
| Bez barvy         | Netrénoval (DNP)                                                                        |
| Bez barvy         | Vyřazen (EX)                                                                            |
| Bez barvy         | Nepřijel (DNA)                                                                          |
| Bez barvy         | Odvolal účast (WD)                                                                      |
| Bez barvy         | Nezúčastnil se (prázdné)                                                                |
| Označení          | Význam                                                                                  |
| Tučnost           | Pole position                                                                           |
| Kurzíva           | Nejrychlejší kolo                                                                       |
| †                 | Jezdec nedojel do cíle, ale byl klasifikován, protože odjel více než 90 % délky závodu. |
| ‡                 | Byl udělován poloviční počet bodů, protože bylo odjeto méně než 75 % délky závodu.      |
| Horní index       | Umístění bodujících jezdců ve sprintu                                                   |

| Rok  | Třída  | Tým                      | Továrna | 1       | 2       | 3       | 4       | 5       | 6       | 7       | 8       | 9       | 10      | 11      | 12      | 13      | 14      | 15      | 16      | 17      | 18      | 19     | Body     | Umístění  |
| ---- | ------ | ------------------------ | ------- | ------- | ------- | ------- | ------- | ------- | ------- | ------- | ------- | ------- | ------- | ------- | ------- | ------- | ------- | ------- | ------- | ------- | ------- | ------ | -------- | --------- |
| 1996 | 125cc  | Scuderia AGV             | Aprilia | MAL 6   | INA 11  | JPN 11  | SPA 4   | ITA 4   | FRA Ret | NED Ret | GER 5   | GBR Ret | AUT 3   | CZE 1   | IMO 5   | CAT Ret | BRA Ret | AUS 14  |         |         |         |        | 111      | 9. místo  |
| 1997 | 125cc  | Nastro Azzurro Team      | Aprilia | MAL 1   | JPN Ret | SPA 1   | ITA 1   | AUT 2   | FRA 1   | NED 1   | IMO 1   | GER 1   | BRA 1   | GBR 1   | CZE 3   | CAT 1   | INA 1   | AUS 6   |         |         |         |        | 321      | 1. místo  |
| 1998 | 250cc  | Nastro Azzurro Team      | Aprilia | JPN Ret | MAL Ret | SPA 2   | ITA 2   | FRA 2   | MAD Ret | NED 1   | GBR Ret | GER 3   | CZE Ret | IMO 1   | CAT 1   | AUS 1   | ARG 1   |         |         |         |         |        | 201      | 2. místo  |
| 1999 | 250cc  | Aprilia GP Racing        | Aprilia | MAL 5   | JPN 7   | SPA 1   | FRA Ret | ITA 1   | CAT 1   | NED 2   | GBR 1   | GER 1   | CZE 1   | IMO 2   | VAL 8   | AUS 1   | JAR 1   | BRA 1   | ARG 3   |         |         |        | 309      | 1. místo  |
| 2000 | 500cc  | Nastro Azzurro Team      | Honda   | JAR Ret | MAL Ret | JPN 11  | SPA 3   | FRA 3   | ITA 12  | CAT 3   | NED 6   | GBR 1   | GER 2   | CZE 2   | POR 3   | VAL Ret | BRA 1   | MOT 2   | AUS 3   |         |         | 209    | 2. místo |           |
| 2001 | 500cc  | Nastro Azzurro Team      | Honda   | JPN 1   | JAR 1   | SPA 1   | FRA 3   | ITA Ret | CAT 1   | NED 2   | GBR 1   | GER 7   | CZE 1   | POR 1   | VAL 11  | MOT 1   | AUS 1   | MAL 1   | BRA 1   |         |         | 325    | 1. místo |           |
| 2002 | MotoGP | Repsol Honda Team        | Honda   | JPN 1   | JAR 2   | SPA 1   | FRA 1   | ITA 1   | CAT 1   | NED 1   | GBR 1   | GER 1   | CZE Ret | POR 1   | BRA 1   | MOT 2   | MAL 2   | AUS 1   | VAL 2   |         |         | 355    | 1. místo |           |
| 2003 | MotoGP | Repsol Honda Team        | Honda   | JPN 1   | JAR 2   | SPA 1   | FRA 2   | ITA 1   | CAT 2   | NED 3   | GBR 3   | GER 2   | CZE 1   | POR 1   | BRA 1   | MOT 2   | MAL 1   | AUS 1   | VAL 1   |         |         | 357    | 1. místo |           |
| 2004 | MotoGP | Gauloises Fortuna Yamaha | Yamaha  | JAR 1   | SPA 4   | FRA 4   | ITA 1   | CAT 1   | NED 1   | BRA Ret | GER 4   | GBR 1   | CZE 2   | POR 1   | JAP 2   | QAT Ret | MAL 1   | AUS 1   | VAL 1   |         |         | 304    | 1. místo |           |
| 2005 | MotoGP | Gauloises Fortuna Yamaha | Yamaha  | SPA 1   | POR 2   | CHN 1   | FRA 1   | ITA 1   | CAT 1   | NED 1   | USA 3   | GBR 1   | GER 1   | CZE 1   | JAP Ret | MAL 2   | QAT 1   | AUS 1   | TUR 2   | VAL 3   |         | 367    | 1. místo |           |
| 2006 | MotoGP | Camel Yamaha Team        | Yamaha  | SPA 14  | QAT 1   | TUR 4   | CHN Ret | FRA Ret | ITA 1   | CAT 1   | NED 8   | GBR 2   | GER 1   | USA Ret | CZE 2   | MAL 1   | AUS 3   | JPN 2   | POR 2   | VAL 13  |         | 247    | 2. místo |           |
| 2007 | MotoGP | Fiat Yamaha Team         | Yamaha  | QAT 2   | SPA 1   | TUR 10  | CHN 2   | FRA 6   | ITA 1   | CAT 2   | GBR 4   | NED 1   | GER Ret | USA 4   | CZE 7   | RSM Ret | POR 1   | JPN 13  | AUS 3   | MAL 5   | VAL Ret | 241    | 3. místo |           |
| 2008 | MotoGP | Fiat Yamaha Team         | Yamaha  | QAT 5   | SPA 2   | POR 3   | CHN 1   | FRA 1   | ITA 1   | CAT 2   | GBR 2   | NED 11  | GER 2   | USA 1   | CZE 1   | RSM 1   | INP 1   | JPN 1   | AUS 2   | MAL 1   | VAL 3   | 373    | 1. místo |           |
| 2009 | MotoGP | Fiat Yamaha Team         | Yamaha  | QAT 2   | JPN 2   | SPA 1   | FRA 16  | ITA 3   | CAT 1   | NED 1   | USA 2   | GER 1   | GBR 5   | CZE 1   | INP Ret | RSM 1   | POR 4   | AUS 2   | MAL 3   | VAL 2   |         | 306    | 1. místo |           |
| 2010 | MotoGP | Fiat Yamaha Team         | Yamaha  | QAT 1   | SPA 3   | FRA 2   | ITA DNS | GBR     | NED     | CAT     | GER 4   | USA 3   | CZE 5   | INP 4   | RSM 3   | ARA 6   | JPN 3   | MAL 1   | AUS 3   | POR 2   | VAL 3   | 233    | 3. místo |           |
| 2011 | MotoGP | Ducati Corse             | Ducati  | QAT 7   | SPA 5   | POR 5   | FRA 3   | CAT 5   | GBR 6   | NED 4   | ITA 6   | GER 9   | USA 6   | CZE 6   | INP 10  | RSM 7   | ARA 10  | JPN Ret | AUS Ret | MAL CAN | VAL Ret | 139    | 7. místo |           |
| 2012 | MotoGP | Ducati Corse             | Ducati  | QAT 10  | SPA 9   | POR 7   | FRA 2   | CAT 7   | GBR 9   | NED 13  | GER 6   | ITA 5   | USA Ret | INP 7   | CZE 7   | RSM 2   | ARA 8   | JPN 7   | MAL 5   | AUS 7   | VAL 10  | 163    | 6. místo |           |
| 2013 | MotoGP | Yamaha Factory Racing    | Yamaha  | QAT 2   | AME 6   | SPA 4   | FRA 12  | ITA Ret | CAT 4   | NED 1   | GER 3   | USA 3   | INP 4   | CZE 4   | GBR 4   | RSM 4   | ARA 3   | MAL 4   | AUS 3   | JPN 6   | VAL 4   | 237    | 4. místo |           |
| 2014 | MotoGP | Movistar Yamaha Team     | Yamaha  | QAT 2   | AME 8   | ARG 4   | SPA 2   | FRA 2   | ITA 3   | CAT 2   | NED 5   | GER 4   | INP 3   | CZE 3   | GBR 3   | RSM 1   | ARA Ret | JPN 3   | AUS 1   | MAL 2   | VAL 2   | 295    | 2. místo |           |
| 2015 | MotoGP | Movistar Yamaha Team     | Yamaha  | QAT 1   | AME 3   | ARG 1   | SPA 3   | FRA 2   | ITA 3   | CAT 2   | NED 1   | GER 3   | INP 3   | CZE 3   | GBR 1   | RSM 5   | ARA 3   | JPN 2   | AUS 4   | MAL 3   | VAL 4   |        | 325      | 2. místo  |
| 2016 | MotoGP | Movistar Yamaha Team     | Yamaha  | QAT 4   | ARG 2   | AME Ret | SPA 1   | FRA 2   | ITA Ret | CAT 1   | NED Ret | GER 8   | AUT 4   | CZE 2   | GBR 3   | RSM 2   | ARA 3   | JPN Ret | AUS 2   | MAL 2   | VAL 4   |        | 249      | 2. místo  |
| 2017 | MotoGP | Movistar Yamaha Team     | Yamaha  | QAT 3   | ARG 2   | AME 2   | SPA 10  | FRA Ret | ITA 4   | CAT 8   | NED 1   | GER 5   | CZE 4   | AUT 7   | GBR 3   | RSM     | ARA 5   | JPN Ret | AUS 2   | MAL 7   | VAL 5   |        | 208      | 5. místo  |
| 2018 | MotoGP | Movistar Yamaha Team     | Yamaha  | QAT 3   | ARG 19  | AME 4   | SPA 5   | FRA 3   | ITA 3   | CAT 3   | NED 5   | GER 5   | CZE 4   | AUT 7   | GBR     | RSM 7   | ARA 8   | THA 4   | JPN 4   | AUS 6   | MAL 18  | VAL 13 | 198      | 3. místo  |
| 2019 | MotoGP | Movistar Yamaha Team     | Yamaha  | QAT 5   | ARG 2   | AME 2   | SPA 6   | FRA 5   | ITA Ret | CAT Ret | NED Ret | GER 8   | CZE 6   | AUT 4   | GBR 4   | RSM 4   | ARA 8   | THA 8   | JPN Ret | AUS 8   | MAL 4   | VAL 8  | 174      | 7. místo  |
| 2020 | MotoGP | Movistar Yamaha Team     | Yamaha  |         |         | SPA Ret | SPA 3   | FRA Ret |         |         |         |         | CZE 5   | AUT 5   | AUT 9   | RSM4    | RSMRet  |         |         |         | POR 12  | VAL 12 | 66       | 15. místo |
| 2021 | MotoGP | Petronas Yamaha SRT      | Yamaha  | QAT 12  | QAT 16  | POR Ret | SPA 16  | FRA 11  | ITA 10  | CAT Ret | GER 14  | NED Ret | AUT 13  | AUT 8   | GBR 18  | ARA 19  | RSM17   | AME 15  | RSM10   | POR 10  |         | VAL    | 38       | 20. místo |
|      |        |                          |         |         |         |         |         |         |         |         |         |         |         |         |         |         |         |         |         |         |         |        |          |           |